# Devarakallalli, Yellapur
Devarakallalli là một làng thuộc tehsil Yellapur, huyện Uttara Kannada, bang Karnataka, Ấn Độ.